# Orthoxiphus
Orthoxiphus is een geslacht van rechtvleugeligen uit de familie krekels (Gryllidae). De wetenschappelijke naam van dit geslacht is voor het eerst geldig gepubliceerd in 1899 door Saussure.

## Soorten
Het geslacht Orthoxiphus omvat de volgende soorten:
- Orthoxiphus atriceps Saussure, 1899
- Orthoxiphus comoranus Chopard, 1958
- Orthoxiphus flaviceps Chopard, 1958
- Orthoxiphus nigrifrons Bolívar, 1912